# Incorrigible Cory
Incorrigible Cory (Boy Meets World) est une série télévisée américaine en 158 épisodes de 22 minutes, créée par Michael Jacobs et April Kelly et diffusée entre le 24 septembre 1993 et le 5 mai 2000 sur le réseau ABC.
En France, la série a été diffusée du 17 juin 1995 au 26 décembre 1998 dans l'émission Ça me dit et vous ? sur TF1. Rediffusion entre octobre et décembre 2003 dans TO3 sur France 3 et jusqu'en 2002 sur Disney Channel.
Une série dérivée de la série appelée Le Monde de Riley (Girl Meets World) était en production sur Disney Channel aux États-Unis de juin 2014 à janvier 2017. C'est une suite, une vingtaine d'années plus tard, qui est centrée sur la fille de Cory et Topenga : Riley. Ils ont aussi un fils : Auggie. On y retrouve plusieurs personnages de la série originale.

## Synopsis
Cette série raconte la vie familiale, amoureuse et étudiante de Cory Matthews et de son meilleur ami, Shawn Hunter, des années de collège jusqu'à l'université.

## Distribution
- Ben Savage (VF : Jéhan Pagès (saisons 1-3) puis Emmanuel Garijo (saisons 4-7)) : Cory Matthews personnage principal de la série. Dans les premières saisons, il était un peu paresseux et mauvais à l'école. Il devient très névrosé en grandissant.
- Rider Strong (VF : Romain Barthélémy) : Shawn Hunter, le meilleur ami de Cory. Bien qu'il soit réputé pour être rebelle et idiot, il est en fait sensible et autodestructeur. Il a une vie familiale difficile. Au début, il avait un rôle secondaire mais il devient un deutéragoniste à partir de la saison 3.

- William Daniels (VF : Jean-Pierre Gernez) : George Feeny, professeur de Cory et Shawn, il est également le voisin de la famille Mattews. Georges est un professeur passionné et sévère mais il aime ses élèves.
- Betsy Randle (VF : Brigitte Virtudes) : Amy Matthews la mère de Cory. Amy est une mère aimante qui sait se montrer autoritaire. Elle aime profondément sa famille et ferait n'importe quoi pour son mari et ses enfants.
- Will Friedle (VF : Damien Boisseau) : Eric Matthews, le grand frère de Cory. Il est le personnage favori de la plupart des fans. Au début Éric était un peu stupide mais sans plus. Au fur à mesure que la série avance, il devient complètement idiot, malgré quelques moments sérieux.
- William Russ (VF : Yves Collignon) : Alan Matthews, le père de Cory. Alan est un père joyeux et aimant. Il est un peu plus sévère que sa femme. Alan est parfois surprotecteur avec ses enfants.
- Danielle Fishel (VF : Charlyne Pestel) : Topenga Lawrence Matthews la petite amie puis la femme de Cory. Dans la première saison, Topanga était une jeune fille hippie qui vivait dans son monde. Dans la saison 2, elle a un rôle plus important et se « normalise ». Elle a un caractère très fort, mais elle est joyeuse. Elle est beaucoup plus mature que cory.
- Lee Norris (VF : Dimitri Rougeul) : Stuart Minkus, l'intello. Stuart n'apparaît que dans la saison 1 et dans un épisode de la saison 5 mais il fait partie des personnages préférés des fans. Stuart est un petit garçon intelligent qui n'a pas beaucoup d'amis. Il est amoureux de Topanga. Stuart ne s'entend pas avec Cory et Shawn.
- Lily Nicksay (en) (saisons 1 et 2) puis Lindsay Ridgeway (en) (VF : Kelly Marot) : Morgan Matthews la petite sœur de Cory. Contrairement à sa famille, elle a un rôle très secondaire et semble être mise à l'écart par ses frères. Morgan est une fillette mignonne mais a un caractère trempé et est très sarcastique pour son âge.
- Ethan Suplee (VF : Christophe Lemoine) : Frankie Stechino (19 épisodes, 1994-1998)
- Trina McGee-Davis (en) (VF : Françoise Escobar) : Angela Moore (56 épisodes, depuis la saison 5) Angéla est la première vraie petite amie de Shawn. Comme lui, sa mère est partie. Elle devient la meilleure amie de Topanga.
- Matthew Lawrence (vf : Adrien Antoine) le demi-frère de Shawn. Il apparaît dans la saison 5 et devient le meilleur ami d'Éric.
- Maitland Ward ( vf : Laura Préjean) elle arrive dans la saison 6 et devient la colocataire d'Éric et Jack. Elle n'a pas un rôle très important. Les autres personnages plaisantent souvent sur sa grande taille.

 Source et légende : version française (VF) sur RS Doublage
- Version française[3]
  - Studio de doublage : Dubbing Brothers
  - Direction artistique : Katy Vail
  - Adaptation : Valérie Denis et Sauvane Delanoë

## Commentaires
- En France, aucune chaîne hertzienne n'a diffusé entièrement la série. TF1 a arrêté la diffusion de la série à la fin de la saison 5 et France 3 a rediffusé les saisons 2 et 3 entre octobre et décembre 2003.
- L'épisode 5 de la saison 5 permet un cross-over avec Sabrina, l'apprentie sorcière avec Melissa Joan Hart.
- L'épisode 6 de la saison 5 est la deuxième partie d'un cross-over de quatre séries ayant débuté dans Sabrina, l'apprentie sorcière (saison 2, épisode 8). Après Cory, le crossover se poursuit dans You Wish (en) (épisode 7) et se conclut dans Teen Angel (épisode 7). Nick Bakay reprend la voix de Salem pour cet épisode.

Malgré le succès de la série, on peut remarquer de nombreuses incohérences : 
- Dans la saison 1, Cory et Topanga se connaissent à peine et ne deviennent vraiment proches que vers la saison 2. Quand ils sortent ensemble dans la troisième saison, ils mentionnent à plusieurs reprises qu'ils sont amoureux depuis l'âge de 2 ans.
- Dans la saison 1, Shawn téléphone à sa sœur. Mais cette dernière n'apparaît jamais à l'écran et n'est plus mentionnée. De même, dans un épisode de la saison 3, Shawn a un demi-frère qui ne sera plus jamais mentionné non plus.
- Éric devient complètement stupide au fil des saisons, notamment dans la saison 7.
- Les âges des personnages ne sont pas cohérents. Dans la première saison, Cory, Shawn et Topanga ont 11 et 12 ans. Dans la saison 3, ils ont 14 et 15 ans. Dans la saison 4, ils étaient en seconde, mais dans la saison 5, ils sont en terminale. Morgan avait 5 ans au début de la série; dans la saison 6, elle a soudainement 13 ans. Joshua est né pendant la saison 6; à la fin de la saison 7, il semble avoir déjà 3 ans.